# همت أباد (نظر أباد)
همت‌ أباد هي قرية في مقاطعة نظر أباد، إيران. عدد سكان هذه القرية هو 15 في سنة 2006.